# Піхотна дивізія «Потсдам»
Піхотна дивізія «Потсдам» (нім. Infanterie-Division Seeland) — дивізія Вермахту, що існувала наприкінці Другої світової війни.

## Історія
Піхотна дивізія «Потсдам» сформована 4 квітня 1945 року у ІІІ-му військовому окрузі на навчальному центрі «Доберіц», як «дивізія-тінь» (нім. Schatten-Division) на фондах розгромленої 85-ї піхотної дивізії.
Спочатку перебувала в Бланкенбурзі в резерві 11-ї армії генерала артилерії В. Люхта, згодом включена до складу LXVI-го армійського корпусу генерал-лейтенанта Г. Флерке. Наприкінці квітня 1945 року знищена в горах Гарца. Рештки з'єднання перейшли на поповнення фузілерного батальйону піхотної дивізії «Шарнгорст».

## Райони бойових дій
- Німеччина (квітень 1945).

## Командування

### Командири
- Оберст резерву Еріх Лоренц (нім. Erich Lorenz; 4-20 квітня 1945)

### Підпорядкованість
| Час       | Корпус     | Армія       | Група армій (округ)                  | Штаб |
| --------- | ---------- | ----------- | ------------------------------------ | ---- |
| 1945      |            |             |                                      |      |
| 4 квітня  |            | 12-та армія | Група армій «Вісла»                  | Гарц |
| 12 квітня |            | 11-та армія | Група армій «Вісла»                  | Гарц |
| 14 квітня | LXVI-й ак  | 11-та армія | Головнокомандування Вермахту «Захід» | Гарц |
| 17 квітня | LXVII-й ак | 11-та армія | Головнокомандування Вермахту «Захід» | Гарц |

## Склад
| 1945                                   |
| -------------------------------------- |
| 1-й гренадерський полк «Потсдам»       |
| 2-й гренадерський полк «Потсдам»       |
| 3-й гренадерський полк «Потсдам»       |
| Фузілерний батальйон «Потсдам»         |
| Артилерійський полк «Потсдам»          |
| Протитанковий загін «Потсдам»          |
| Інженерний батальйон «Потсдам»         |
| Дивізійний батальйон зв'язку «Потсдам» |